# Kormányalakítás a 2018-as olaszországi parlamenti választások után
A 2018. március 4-ei olaszországi választásokat követően csak három hónappal került sor a kormányalakításra a pártok közti hosszadalmas és nehéz tárgyalások eredményeképpen. A folyamatot Sergio Mattarella köztársasági elnök irányította és többször fenyegetett azzal, hogy végleg zátonyra fut, ami ideiglenes kormány kinevezését és újabb választások kiírását tette volna szükségessé.
Az új kormányfő, Giuseppe Conte jogtudós 2018. június 1-jén esküdött fel.
Az Északi Liga és az 5 Csillag Mozgalom koalíciója az Európai Unió első berendezkedésellenes pártokból álló kormánya.

## Az események időrendje
Miután a választási eredmények ismertté váltak, Luigi Di Maio (5 Csillag) és Matteo Salvini (Liga) is igényét jelentette be arra, hogy Sergio Mattarella elnök őt bízza meg a kormány megalakításával. Március 5-én Matteo Renzi bejelentette, hogy a Demokrata Párt ellenzékbe vonul ebben a kormányzati ciklusban, és hogy az új kormány megalakulásakor lemond pártvezetői megbizatásáról. Március 6-án Salvini megismételte kampányüzenetét, miszerint pártja elutasít minden koalíciót az M5S-szel.
Március 14-én Salvini felajánlotta a koalíciós kormányzást az 5 Csillagnak, azt a feltételt szabva, hogy a Liga szövetségese, a Silvio Berlusconi volt miniszterelnök vezette Forza Italia is vegyen részt a kormányban. Di Maio azonban visszautasította az ajánlatot, azzal, hogy Salvini „a restaurációt választja a revolúció helyett”, hiszen „Berlusconi a múltat képviseli”.
Március 24-én a jobbközép koalíció és az 5 Csillag Mozgalom megállapodtak, hogy Roberto Fico (5 Csillag) lesz a Képviselőház és Maria Elisabetta Alberti Casellati (Forza Italia) a Szenátus elnöke.
Április 7-én Di Maio arra szólította fel a Demokrata Pártot, hogy „temessék el a csatabárdot” és fontolják meg a kormánykoalíció alakítását a pártjával.
Április 18-án Mattarella elnök „felmérő mandátumot” adott a szenátusi elnök Alberti Casellatinak, kétnapos határidővel, hogy próbáljon kormányalakítást tető alá hozni az M5S és a középjobb szövetség között.
Miután Casellati nem járt sikerrel, április 23-án Fico házelnök kapott „felmérő mandátumot” Mattarellától, ő pedig arra, hogy az M5S és a Demokrata Párt koalícióját próbálja meg összekovácsolni, legfeljebb három nap alatt.
Miután Matteo Renzi egy interjúban erős ellenkezését fejezte ki a kormányban való részvétellel szemben, április 30-án Di Maio új választások kiírását kérte.
Május 7-én Mattarella a fő pártok vezetőivel folytatott harmadik körös tárgyalásait követően bejelentette, hogy a kormányalakítási kísérletek kudarcot vallottak. Az új javaslata az volt, hogy a következő héten kinevez egy szakértői kormányt, és 2019 tavaszán új választást tartanának. A Liga és az 5 Csillag azonban, akik együttesen meg tudják akadályozni a kormányalakítást, visszautasította a javaslatot, és jelezték, hogy már júliusban új választást kellene tartani. Berlusconi pártja szerint ősszel kellene tartani a választást.
Május 9-én Berlusconi beleegyezett, hogy a Liga és az 5 Csillag kormányt alakítson, az ő pártja részvétele nélkül. Ezzel megnyílt az út a kormányalakítás előtt.
Május 18-án az 5 Csillag Mozgalom és az Északi Liga koalíciós szerződést kötöttek. Május 21-én a politikában szinte ismeretlen 54 éves Giuseppe Conte jogtudóst javasolták miniszterelnöknek, azaz így sem Di Maio, sem Salvini nem lesz miniszterelnök, de mindketten tagjai lesznek a kormánynak. (Di Maio, mint gazdasági fejlesztési és munkaügyi miniszter, Salvini pedig, mint belügyminiszter.)
Ez a kormányalakítási kísérlet is dugába dőlt azonban mivel 2018. május 27-én Sergio Mattarella köztársasági elnök visszautasította, hogy kinevezze Conte gazdasági miniszterjelöltjét, az euroszkeptikus Paolo Savonát. AZ elnök másnap Carlo Cottarelli közgazdászt bízta meg egy átmeneti kormány megalakítával, amely az új választásokig vezetné az országot. Május 30-án azonban az elnök haladékot adott az 5 Csillagnak és a Ligának, hogy kormánykoalíciót hozzanak tető alá, és így elkerülhető legyen az új választás.
Contét június 1-jén eskette fel az államelnök, mint a Liga és az 5 Csillag koalíciójának miniszterelnökét. A hírre esni kezdtek a politikai krízis közepette jelentősen megemelkedett olasz állampapírhozamok, pedig az új kormány a kiadások emelését ígérte, ami konfliktusba keverheti az Európai Unióval.